# تاریخ ایرانیان در مصر
مصر یک کشور ثروتمند بود، و ایرانیان بیش از یک هزاره به آن چشم داشتند. مصر دو بار توسط هخامنشیان فتح شده بود (۵۲۵–۴۰۴ و ۳۴۳–۳۳۲ پ. م - تا قبل از فتح توسط اسکندر مقدونی)، اما امپراتوری بطلمیوسی و سپس امپراتوری روم با ثبات و قدرتمند، ایرانیان را در بیشتر دوره یونانی، امپراتوری روم و بیزانس از مصر دور نگه داشت. اما طرح‌های توسعه‌طلبانه پادشاه مقتدر ساسانی خسرو پرویز (۵۹۰–۶۲۸ میلادی)، با استفاده از یک دوره آشفتگی در بیزانس، به ایرانیان تحت فرماندهی شهربراز اجازه داد که بار دیگر مصر را تسخیر کنند (از جمله بخش‌هایی از خاور نزدیک).
تاریخ ایرانیان در مصر به چند دوره تقسیم می‌شود:

## مصر در دوران هخامنشی

مودرایه یکی از ساتراپی‌های شاهنشاهی هخامنشی

تاریخ مصر پارسی پس از فتح مصر توسط هخامنشیان با فاصله زمانی استقلال به دو دوره تقسیم می‌شود:
- دودمان بیست و هفتم مصر (۵۲۵–۴۰۴ پیش از میلاد)، همچنین به عنوان اولین ساتراپی مصر شناخته می‌شود.
- دودمان سی و یکم مصر (٣۴٣–٣٣٢ پیش از میلاد) که به عنوان دومین ساتراپی مصر نیز شناخته می‌شود.

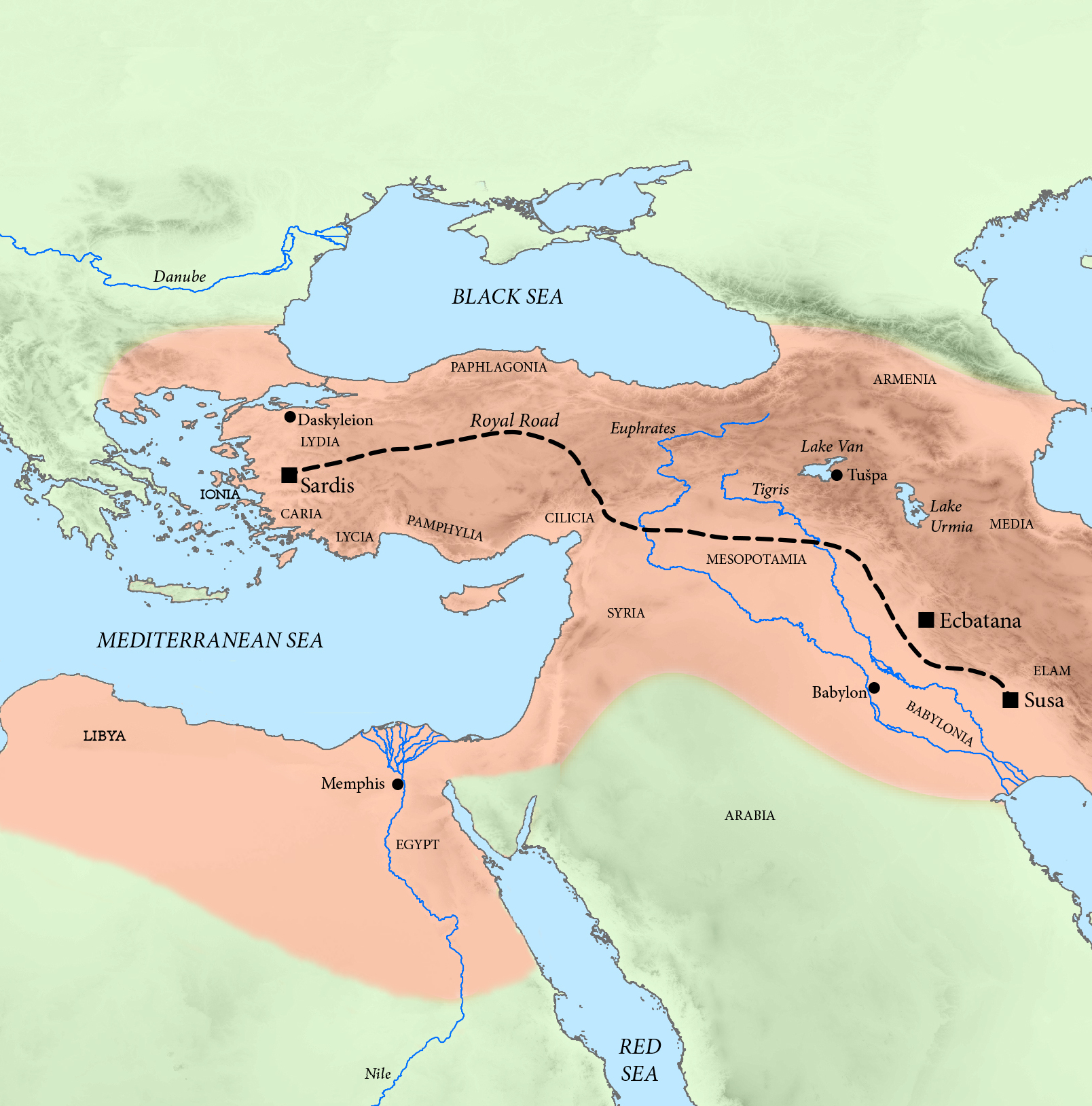
بخش غربی شاهنشاهی هخامنشی که مصر را نیز دربر گرفته‌است.

### فتح مصر

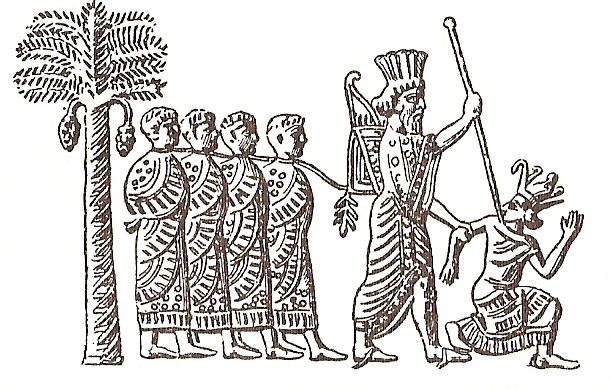
کمبوجیه دوم، پسامتیک سوم را به اسارت درمی‌آورد.

در خلال سال‌هایی که کوروش بزرگ با ماساگت‌ها درگیر بود، مصری‌ها که متوجه خطر روزافزون شده بودند، خود را برای جنگ آماده کردند. در تاریخ ۶۲۵ پ.م. پس از آنکه آشوری‌ها از مصر بیرون رانده شدند، پسامتیک یکم تاج و تخت را تصاحب کرد و بدین ترتیب بنیان‌گذار بیست و ششمین دودمان سلطنتی آنجا شد.
کمبوجیه در سال‌های پس از به تخت‌نشینی، بیش از هر چیز وقت خود را صرف تهیهٔ مقدمات لشکرکشی به مصر کرد، یعنی همان کاری که پدرش کوروش بزرگ هم قصد آن را داشت . در سال ۵۲۵ پیش از میلاد، تدارک لازم برای لشکرکشی به مصر پایان یافت و پس از برگزاری جشن‌های نوروز، سپاه کمبوجیه با پشتیبانی و کمک رئیسان و شیوخ عرب نبطی در طی ده روز از صحرای سینا گذشت. رؤسای قبایل متعهد شدند که با قرار دادن هزاران شتر با مشک‌های آب در منازل مختلف سفر، آب آشامیدنی سپاهیان را تأمین کنند. کشتی‌های جنگی هخامنشی نیز در طول ساحل دریای مدیترانه، این سپاهیان را که در خشکی راه می‌پیمودند، پشتیبانی می‌کردند. این سپاه متشکل از اقوام گوناگونی بود، به‌طوری‌که بعدها اوجاهورسنت، دریاسالار ناوگان مصری، برداشت خود را چنین نوشت: «بیگانگانی از سرزمین‌های بیگانه همراه کمبوجیه بودند.» کمی پیش از این حمله، آماسیس دوم فرعون مصر پس از حکومتی طولانی درگذشته بود و سلطنت به پسرش پسامتیخ سوم رسیده بود. ایرانیان در ماه مه سال ۵۲۵ پیش از میلاد خود را به پلوزیوم که دروازهٔ شمال شرقی مصر محسوب می‌شد رساندند و با سپاه مصر درگیر شدند و سرانجام سپاه کمبوجیه بر سپاه پسامتیخ غلبه کرد. شهر مقدس و کاهن‌نشین هلیوپولیس نیز در برابر کمبوجیه ایستادگی کرد ولی این مقاومت طولانی نبود و به‌زودی شکسته شد. فرعون پسامتیخ سوم به «کاخ سفید» خود در پایتخش ممفیس عقب‌نشینی کرد. کمبوجیه نماینده‌ای به سوی او فرستاد و وی را دعوت به تسلیم کرد اما مردم ممفیس این نماینده و ملوانان قایق او را کشتند. پس از این، شهر محاصره شد و پس از ده روز مقاومت، در ماه ژوئن سال ۵۲۵ پیش از میلاد، بدون هیچ قید و شرطی تسلیم شد و به این ترتیب، هخامنشیان با پیمودن درهٔ نیل از شمال به جنوب، سراسر مصر را تسخیر کردند. لیبیایی‌های ساکن در غرب مصر، و نیز یونانی‌های دولت- شهر ساحلی «کیرِن» و شهر «بارکا» با فرستادن پیشکش، داوطلبانه به تبعیت کمبوجیه درآمدند. کمبوجیه در ابتدا با پسامتیخ به ملاطفت رفتار کرد و او را به عنوان ساتراپ مصر منصوب کرد ولی پس از آنکه پسامتیخ علیهٔ او شورش کرد، به قتل رسید و به‌جای او یک فرماندهٔ ایرانی به‌نام آریاند، ساتراپ مصر شد.

### اقدامات داریوش بزرگ در مصر
داریوش بزرگ برای دلجویی از مصری‌ها که در زمان گئومات مغ نیایشگاه‌هایشان ویران شده بود، به معابد آن‌ها رفته و ادای احترام کرد و نیایشگاه تازه‌ای برای آمون ساخت که خرابه‌های آن، هنوز از مملکت‌داری داریوش حکایت می‌کند. کاهن بزرگ مصر را که به شوش تبعید شده بود، به مصر بازگرداند و او را بسیار احترام کرد. بواسطهٔ این اقدامات مصری‌ها از داریوش راضی شده و او را یکی از قانون‌گذاران بزرگ خود دانستند.
دیودوروس پس از نام بردن از پنج تن از قانونگذاران مصر (منه وس و شاید منس، ساسوشی، سسون خیسش، بئکخوریس و آماسیس) می‌افزاید: ششمین مردی که به تدوین قانون مصر پرداخت، داریوش پدر خشایارشا بود؛ زیرا او از بی قانونی سلف خود گئومات مغ، که در رفتار او با مقدسات مصر بروز یافته بود، خشمگین بود و بر آن شد تا زندگی توأم با فضیلت و احترام به خدایان در پیش گیرد.
تأیید قاطع این موضوع در پاپیروس عامیانهٔ شمارهٔ ۲۱۵ کتابخانهٔ ملی پاریس یافت می‌شود. این متن در سدهٔ سوم پ. م نوشته شده‌است و در کنار متن، گزارشی از حکم داریوش در سال ۵۱۸ پ. م دیده می‌شود: «داریوش فرمان می‌دهد که خردمندان از میان سپاهیان و مردان مذهبی و دبیران گرد هم آیند و تمام قانون‌های مصری را که تا سال ۴۴ سلطنت آماسیس (سال ۵۲۶ پ. م) جاری بوده‌اند، به نوشته درآورند.»
داریوش همچنین با حفر کانال سوئز و مرتبط کردن مدیترانه و دریای سرخ تاثیر شگرفی بر مصر و جهان باستان گذاشت.

### استقلال مصر از ایران
در زمان داریوش دوم در سال ۴۱۱ پیش از میلاد، مصر به بهانهٔ جانبداری ساتراپ مصر آرشام، از یهودیان مصر، اعلام شورش کرد. مصری‌ها با وجود اختلاف داخلی و عدم قدرت و مهارت نظامی، این بار توانستند سرزمین خود را از تصرف ایران بیرون آورند. 
سپس اردشیر دوم جانشین داریوش دوم شد.
پس از استواری جایگاه اردشیر دوم بر تخت پادشاهی، گرچه وی نگران مصر بود، ولی چندین سال از پرداختن به آن مسئله پرهیز کرد، چرا که درگیری‌هایی در آسیای صغیر و جزایر دریای مدیترانه رخ داد. مهم‌ترین آن‌ها در قبرس بود که در آن زمان یکی از ایالات ایران محسوب می‌شد.
در نهایت حمله‌ای دوباره به مصر انجام گرفت که فرجامی نداشت، چرا که مصر با شورشیان آسیای صغیر و قبرس متحد شده بود و به آنان کمک می‌رساند. پس از سرکوبی شورش در آسیای صغیر و قبرس، اردشیر دگرباره در صدد بازپس‌گیری مصر برآمد. اردشیر فارناباز دوم ساتراپ هلسپونت فریگیه را به فرماندهی ارتش منصوب کرد، وی پایگاه لجستیکی خود را در فلسطین قرار داد و در آنجا به گردآوری نیروی دریایی پرداخت. پس از جمع‌آوری سپاهیان مورد نظر و لازم، قشون شاه به سوی مصر روانه شد.
مصریان که منتظر حملهٔ فارناباز بودند، دلتا را بسیار مستحکم کرده بودند، با این حال فارناباز با جنگ سختی به درون مصر درآمد. پس از آن وی در جای خود ماند تا کشتی‌های دیگری به مدد نیروی دریایی برسند.
مصری‌ها از کندی حرکت ارتش هخامنشی بهره برده و ممفیس پایتخت مصر را مستحکم نمودند. از سوی دیگر درگیری‌هایی نیز درگرفت. این احوال تا طغیان نیل ادامه داشت، پس از آن دولت مرکزی که بیم داشت قشون در مصر درگیر جنگی فرسایشی شود، دستور بازگشت قشون را داد. پس از آن تا پایان شاهنشاهی اردشیر دوم، نبرد بزرگی میان مصر و دولت ایران روی نداد، هرچند دوطرف در نوار مرزی در آماده‌باش به سر می‌بردند.

### تسخیر مجدد مصر

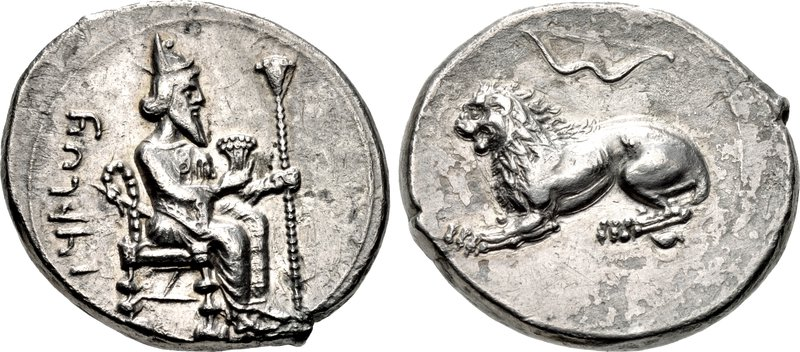
سکه‌ای که اردشیر سوم را به عنوان فرعون در روی سکه و یک شیر را در پشت سکه نقش کرده‌است.

اردشیر پس از آنکه به کارهای خود در فینیقیه پایان داد، با سپاه خود و مزدوران یونانی از راه خشکی عازم مصر شد. شاه که بسیار علاقه‌مند بود مصر را از نو تسخیر کند، فرستادگانی به شهرهای یونان فرستاد و آنها را تشویق کرد که در جنگ او مقابل مصر شرکت کنند. بدین ترتیب تبی‌ها هزار نفر سنگین اسلحه به فرماندهی لاکراتس فرستادند، اهالی آرگس سه هزار نفر و یونانی‌های آسیایی هم شش هزار نفر فرستادند. در نتیجه تعداد سپاهیان یونانی فرستاده شده به ده هزار نفر رسید. در رویارویی ایرانیان و مصریان، نکتانبوس در پلوزیوم شکست خورد و به ممفیس بازپس نشست. سپس اردشیر در ۳۴۲ پ.م. بر تمامی مصر، از جمله ممفیس دست یافت و نکتانبوس به نوبه گریخت. بنابر نوشته‌های منابع یونانی، اردشیر با خشونت با شهرهای مصر رفتار کرد. با این همه، در منابع مصری اردشیر را بنیانگذار دودمان سی و یکم مصر خوانده‌اند. اردشیر مصر را به فِرنداتِس سپرد و مِنتور را که با مزدوران یونانی خود سهم بزرگی در تسخیر مصر داشت، به فرماندهی سپاهیان هخامنشی مستقر در غرب آسیای صغیر گماشت و خود به ایران بازگشت. با تسخیر مصر که بزرگترین دستاورد پادشاهی اردشیر بود، مرزهای شاهنشاهی هخامنشی به گستردگی پیشین آن رسید.

### فتح مصر به دست اسکندر
پس از پیروزی اسکندر در نبرد گرانیک و ایسوس اسکندر تصمیم گرفت نخست فنیقیه (لبنان) را تسخیر کند تا داریوش نتواند از طریق دریا برای او مشکلی به‌وجود بیاورد و بعد به تسخیر مصر بپردازد. شهر صیدا بدون جنگ تسلیم شد اما در صور مقاومت ناوگان‌های ایرانی و فنیقی هفت ماه طول کشید و اسکندر را چنان عصبانی کرد که بعد از فتح هشت هزار نفر از اهالی آنجا را قتل‌عام کرد و سی هزار تن را به بردگی فروخت. غزه نیز که دروازهٔ آسیا محسوب می‌شد آنقدر در برابر فاتح مقاومت نشان داد تا تمام مردانش کشته شدند و زنانش به دست سربازان اسکندر افتادند. بیت‌المقدس نیز بدون مقاومت تسلیم شد.
در سال ۳۳۲ پیش از میلاد ساتراپ ایرانی مصر که از ناخرسندی مصری‌ها از حکومت داریوش سوم واقف بود، تقریباً بدون کشمکش خود را کنار کشید و در تمام درهٔ نیل از اسکندر همچون یک منجی آسمانی استقبال شد. در مصر کاهن آمون سلطنت تمام روی زمین را به وی وعده داد و به یونانی‌ها و مقدونی‌ها که با اسکندر به معبد آمون آمده بودند، توصیه کرد، تا او را همچون خدا پرستش کنند. اسکندر بقول یوستن در اثر سخنان کاهن، دچار چنان نخوتی شد که حد نداشت. قسمت عمدهٔ دشواری‌هایی که او بعدها در بابل و هند با یونانیان همراه خویش پیدا کرد، ناشی از همین تلقینات کاهن آمون دانسته‌اند.

## مصر در دوران ساسانی

اوج متصرفات ساسانیان در زمان خسروپرویز

پس از فتح شاهنشاهی هخامنشی به دست اسکندر مقدونی، مصر بخشی از امپراتوری اسکندر شد. پس از مرگ اسکندر و تجزیه دولت کوتاه مدت او در نتیجه جنگ‌های دیادوخوی، مصر به یکی از سرداران اسکندر، بطلیموس یکم رسید و او امپراتوری بطلمیوسی را پایه‌گذاری کرد و موجب دور ماندن ایرانیان از مصر شد. با ظهور امپراتوری روم و بعدها بیزانس بار دگر تسخیر مصر به تعویق افتاد. اما در زمان شاهنشاهی ساسانی و با ظهور خسروپرویز که سودای رساندن مرزهای شاهنشاهی به مرزهای هخامنشیان را داشت، با طرح‌های جاه‌طلبانه خود مصر را ضمیمه قلمرو ایران کرد.

### فتح مصر
خسروپرویز به سردار خود شهربراز دستور داد با لشکری برای فتح مصر برود.
شهربراز پس از فتح اورشلیم و گذر از صحرای سینا به مصر قدم گذاشت و در سال ۶۱۶میلادی اسکندریه را با سختی‌های بسیار تصرف کرد، پس از آن ارتش ایران در مصر دو قسمت شد و از دو سو یکی به غرب و یکی به جنوب حرکت در آمد و وسعت خاک ایران را از غرب به لیبی و از جنوب به سودان رسانید. این پیروزی برای ساسانیان تأثیر شگرفی برجای گذاشت، زیرا مصر از چندین قرن پیش از تصرف ایران خارج شده بود و شاهان ساسانی همواره میل داشتند مرزهای کشور را به حدود هخامنشیان برسانند.
سرعتی که شهربراز و شاهین بهمن‌زادگان، دو سردار خسروپرویز، سوریه، فلسطین، آناتولی، مصر و حتی لیبی دوردست را تسخیر کردند، «حیرت‌انگیز» شمرده شده‌است.
شاهرگ‌های اقتصادی و تجارتی شام در دست ایرانیان بودند، مصر هم که گندم متصرفات بیزانس را تأمین می‌کرد به تصرف ایرانیان در آمده بود. مستعمرات یهودی‌نشین اورشلیم که کمک کوروش بزرگ را فراموش نکرده بودند از فتح ایرانیان بسیار خرسند بودند. همچنین مردم شام و آسیای صغیر که از حکومت بیزانس ناخرسند بودند.مونوفیزیت‌های اسکندریه هم که از مرتد خوانده‌شدنشان توسط کلیسای رسمی بیزانس طی شورای کالسدون ناراحت بودند، اشتیاقی به نظامیان بیزانسی نداشتند و نیروهای ایرانی را به آنها ترجیح می‌دادند.

### حکومت بر مصر
پس از تسخیر مصر و لیبی توسط ایران، شهرآلان‌یوزان در یک دوره و شهربراز در دو دوره استاندار مصر بوده و بر آن حکومت کردند.
شهرآلان‌یوزان در کنار اینکه حکمران مصر بود، همچنین جمع‌آوری مالیات در آن استان را هم بر عهده داشت، و به احتمال زیاد در فیوم اقامت داشت. با آنکه مصر تحت تسلط بیزانس بسیار ضعیف شد، پس از اینکه توسط ایران تسخیر شد، صلح، رواداری و مرمت در آنجا پایدار شد. در ۶۲۶، شهربراز با شاهنشاه ساسانی، خسروپرویز به ستیر برخاست و بر ضد او شورش کرد. مشخص نیست که شهرآلان‌یوزان از چه کسی در این میان حمایت کرده است، چرا که پس از آن از او در هیچ منبعی نام برده نشده و سرنوشت او نامشخص است. پس از او، از شهربراز به عنوان حاکم استان مصر یاد شده است.

### از دست دادن مصر
دوره حکومت ساسانیان بر مصر هنگامی به پایان رسید که شهربراز با امپراتور بیزانس، هراکلیوس متحد شد، به این صورت که هراکلویس به شهربراز وعده تخت شاهنشاهی ساسانی را داد و در ازای آن شهربراز مصر را تحویل بیزانس دهد. اما در نهایت شهربراز به دست بزرگان ساسانی کشته شد.

## سلطنت ایوبیان

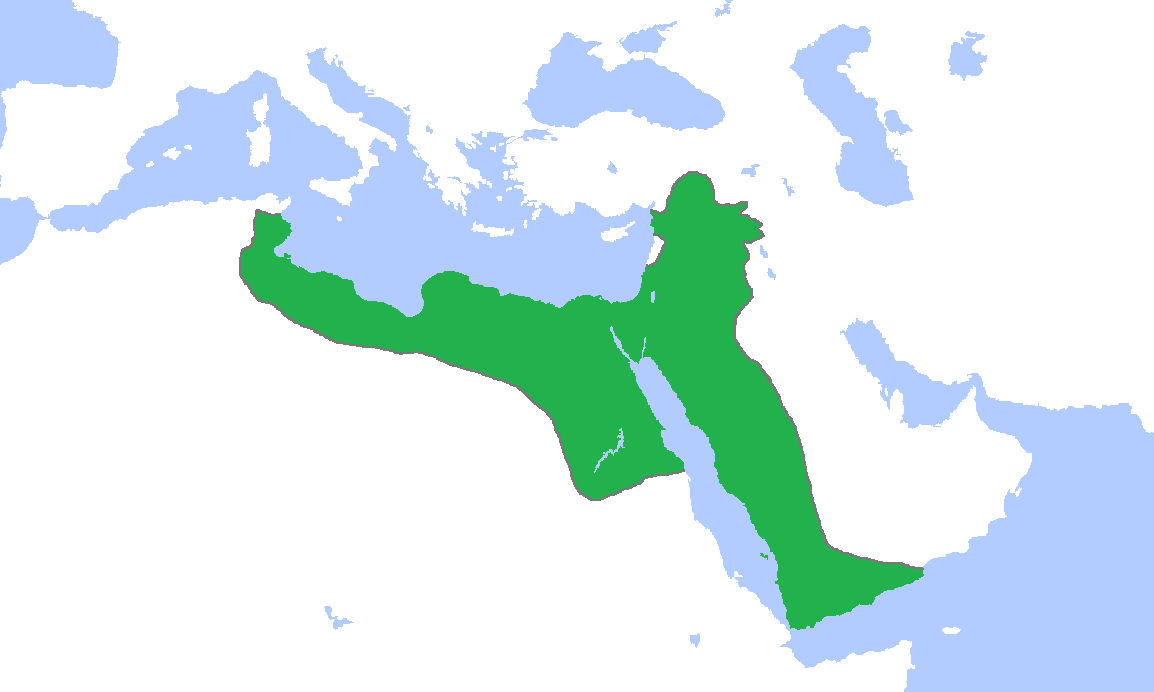
سلطنت ایوبیان در زمان مرگ سلطان صلاح‌الدین ایوبی در سال ۱۱۹۳

ایوبیان، دودمانی کردتبار مسلمان و سنی مذهب بود که صلاح‌الدین ایوبی به مرکزیت مصر بنیاد گذاشت. این سلسله در طول قرون ۱۲ و ۱۳ میلادی بر بخش عظیمی از خاورمیانه حکم می‌راند. این سلسله پس از دودمان فاطمیان و زنگیان به حکومت رسید و دست به فتوحات گسترده‌ای در سراسر خاورمیانه زد. سرانجام صلاح‌الدین با شکست پادشاهی اورشلیم در جنگ حطین سرزمین مقدس را ضمیمه خاک ایوبیان کرد.
آنها همچنین یمن، حجاز، شرق عربستان، بخش‌هایی از میان‌رودان، شمال آفریقا و شهر هایی مانند مکه و مدینه را  تحت سلطه خود درآوردند.

## نگارخانه

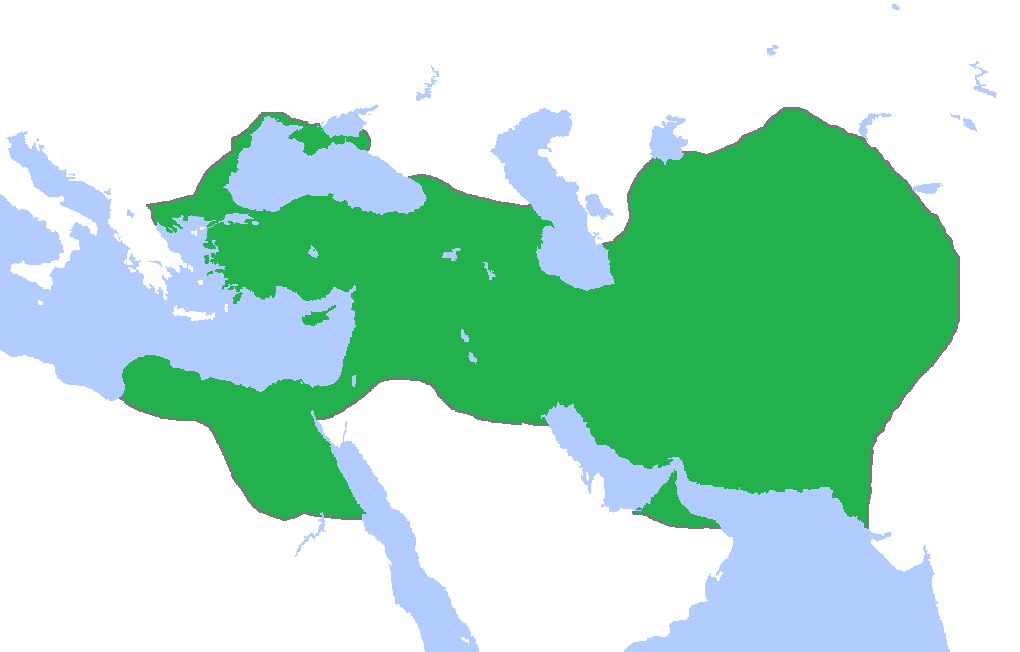
گستره فرمانروایی شاهنشاهی هخامنشی زیر فرمان داریوش بزرگ
نقشهٔ مسیر لشکرکشی کمبوجیه دوم به مصر و مکان‌های وقوع جنگ
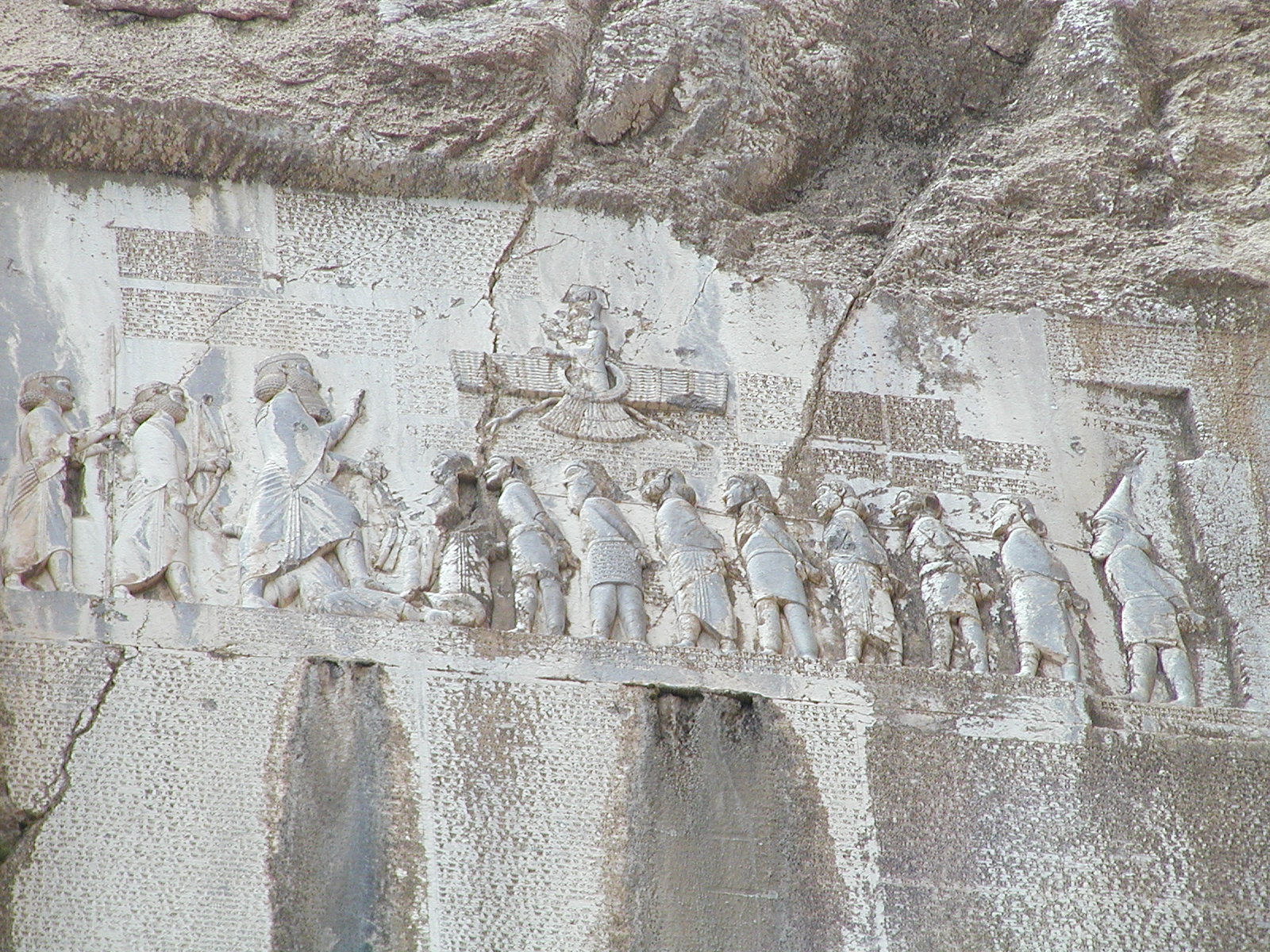
سنگ‌نوشته بیستون بزرگ‌ترین سنگ‌نبشتهٔ جهان
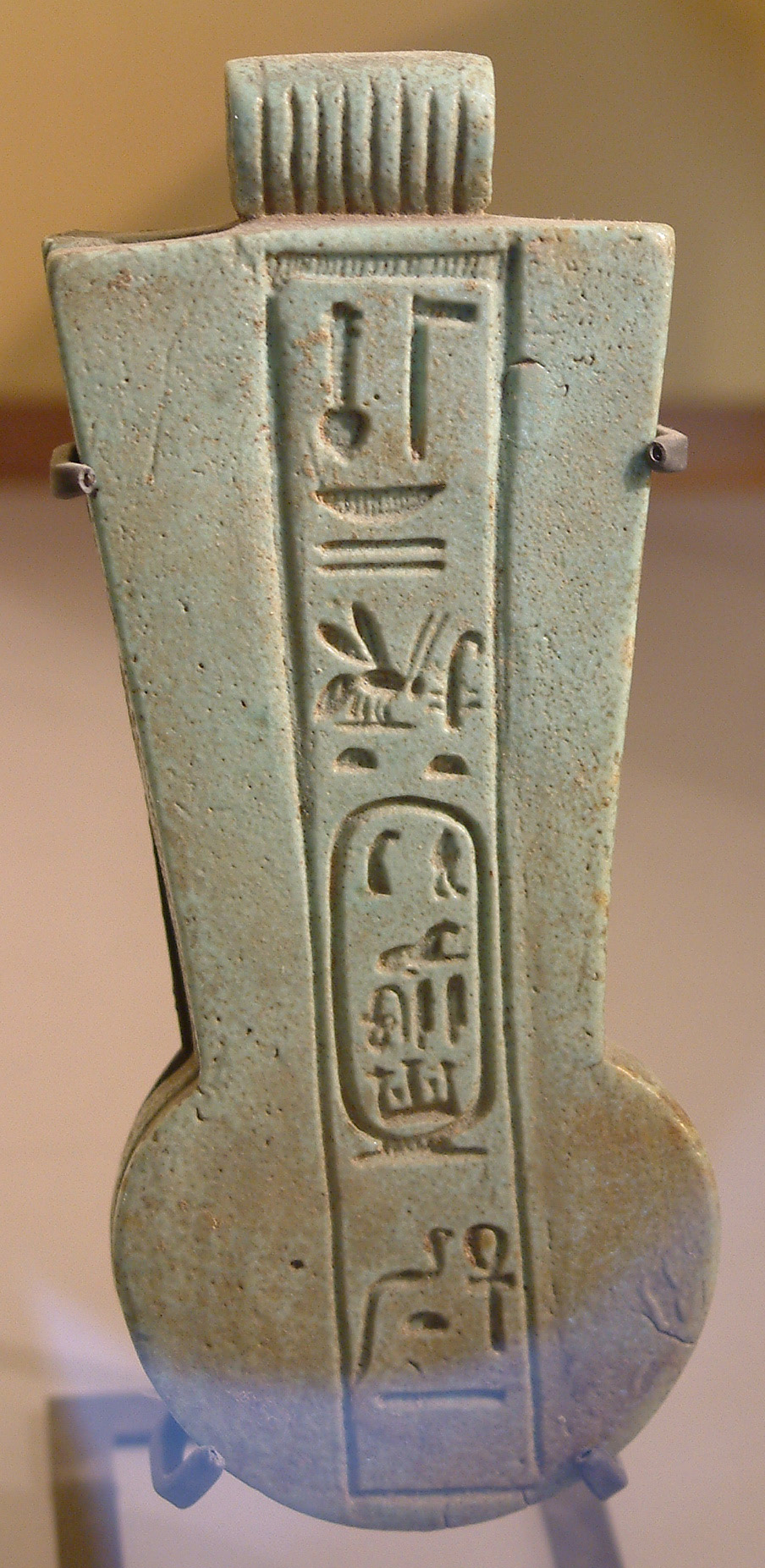
نشان سلطنتی داریوش بزرگ به زبان مصری